# 1-Nonen
1-Nonen ist eine chemische Verbindung aus der Gruppe der ungesättigten, aliphatischen Kohlenwasserstoffe (genauer der Alkene).

## Eigenschaften
1-Nonen ist eine farblose entzündbare Flüssigkeit mit benzinartigem Geruch, die praktisch unlöslich in Wasser ist. Seine kinematische Viskosität liegt bei 0,851 mm2/s bei 20 °C.

## Verwendung
Durch Reaktion von 1-Nonen mit Salzsäure kann 1-Chlornonan gewonnen werden.

## Sicherheitshinweise
Die Dämpfe von 1-Nonen können mit Luft ein explosionsfähiges Gemisch (Flammpunkt 26 °C) bilden.